# Nessia bipes
Nessia bipes är en ödleart som beskrevs av  Smith 1935. Nessia bipes ingår i släktet Nessia och familjen skinkar. Inga underarter finns listade i Catalogue of Life.
Denna ödla förekommer endemisk i centrala Sri Lanka. Den lever vid cirka 500 meter över havet. Arten vistas i skogar, på odlingsmark och i trädgårdar. Den gräver i lövskiktet och i det översta jordlagret. Exemplaren gömmer sig mellan stenar. Honor lägger 2 till 4 ägg per tillfälle.
Beståndet hotas av landskapsförändringar. Utbredningsområdet är maximal 2000 km² stort. IUCN listar arten som starkt hotad (EN).